# Zangilán
Zangilán (en azerí: Zəngilan), conocida como Kovsakan (en armenio: Կովսական) mientras estuvo bajo control armenio, es una localidad considerada ciudad fantasma de Azerbaiyán, capital del raión homónimo. La ciudad fue recuperada por Azerbaiyán el 20 de octubre de 2020 y consolidada tras el acuerdo de alto el fuego con que supuso el fin de la segunda guerra del Alto Karabaj. 
Según el orden "Sobre el establecimiento de días de las ciudades en los territorios de la República de Azerbaiyán liberados de la ocupación" firmado en julio de 2023 por el presidente de Azerbaiyán Ilham Aliyev cada año el 20 de octubre se celebrará solemnemente como día de la ciudad de Zangilán.

## Toponimia
Según el Diccionario Enciclopédico de Nombres de Lugares de Azerbaiyán, la ciudad lleva el nombre de uno de los influyentes representantes de la tribu afxar Jabrayil, que vivió en el siglo XVI y fue enterrado, según la leyenda, en el área de la ciudad conocido "el santuario del padre Yabrayil". El mismo nombre Yabrail (derivado del nombre bíblico Gabriel) es el nombre coránico de uno de los cuatro ángeles cercanos a Alá.

## Geografía
Se encuentra a una altitud de 595 m sobre el nivel del mar, en a lo largo del río Vogyi. Se encuentra a 14 km de la estación de tren de Mahmudli en la línea Bakú-Ereván, que ha estado inactiva desde principios de la década de 1990, 15 km al norte de la frontera con Irán. 

## Historia
Según el historiador soviético Suren Yeremyan, el área del Zangilán moderno era parte del gavar de Kovsakan de la región de Siunik de la región histórico-geográfica de Armenia.
En la era de los iljanidos, alrededor de 1300, en la región de Zangilán, había un lugar llamado Verjnavan, ubicado dentro del gavar de Kovsakan. Zangilán en forma de "Zangiyan" se menciona en la obra "Nuzhat al-Kulub" del historiador persa Hamdallah Mustawfi, escrito en 1340.
Después de la conquista rusa del Cáucaso en el siglo XIX, Zangilán (entonces llamada Pirchivan) se convirtió en parte del uyezd de Zangezur de la gobernación de Elizávetpol del Imperio ruso. Según los datos del censo de 1886, había 50 hogares y 211 azerbaiyanos (clasificados como "tártaros" en el censo) de la rama chiita del Islam en Pirchivan. Según el calendario caucásico de 1912, la aldea de Zangilán albergaba a 762 personas, la mayoría de las cuales eran azerbaiyanos (clasificados como "tártaros" en el censo).
Pirchivan I y Pirchivan II formaban parte del consejo de la aldea del mismo nombre en el distrito de Zangilán de la RSS de Azerbaiyán durante el período soviético temprano (1933). Pirchivan I era el centro administrativo del distrito, con 574 residentes y 95 granjas, mientras que Pirchivan II tenía 148 vecinos y 35 fincas. La población del consejo de la aldea, que también incluía las aldeas de Genlik, Malatkesin y Tagli, era 98,7 por ciento azerbaiyana.
Pirchivan fue clasificado como un asentamiento de tipo urbano y el Presídium del Sóviet Supremo de la República Socialista Soviética de Azerbaiyán lo rebautizó como Zangilan el 31 de agosto de 1957. Se le otorgó el estatus de ciudad en 1967. La ciudad tenía una estación de tren en el ramal Bakú-Najichévan línea, tres escuelas, una escuela de música, dos bibliotecas públicas, un centro cultural, un cine y un hospital. La población era de 6.968 personas según el censo soviético de 1989.
Durante la primera guerra del Alto Karabaj el 29 de octubre de 1993, las fuerzas armenias ocuparon la aldea y obligaron a la población azerbaiyana a huir. Más tarde se incorporó a la de facto República de Artsaj como parte de su provincia de Kashatag, donde se conocía como Kovsakan. Tras el estallido de la guerra civil siria, los refugiados armenios de Siria, en su mayoría agricultores, se establecieron en la ciudad. Azerbaiyán describió el asentamiento de armenios sirios en su territorio reconocido internacionalmente como una violación del derecho internacional que obstaculiza el proceso de paz.
Azerbaiyán recuperó la ciudad el 20 de octubre de 2020, durante la Guerra de Nagorno-Karabaj de 2020. El 23 de diciembre de 2020, el presidente Ilham Aliyev izó la bandera de Azerbaiyán en la ciudad.

## Demografía
Antes de la primara guerra en el Alto Karabaj, Zangilán tenía una población de 6968 según el censo de 1989.
|              | 1939      | 1939       | 1979      | 1979       | 2015      | 2015       |
| Grupo étnico | Población | Porcentaje | Población | Porcentaje | Población | Porcentaje |
| ------------ | --------- | ---------- | --------- | ---------- | --------- | ---------- |
| Azeríes      | 915       | 83%        | 4819      | 96,1%      | -         | -          |
| Rusos        | 111       | 10,1%      | 182       | 3,6%       | -         | -          |
| Ucranianos   | 11        | 1%         | 182       | 3,6%       | -         | -          |
| Armenios     | 54        | 4,9%       | 5         | 0,1%       | 500       | 100%       |
| Lezguinos    | 1         | 0,1%       |           |            |           |            |
| Tártaros     | -         | -          | 2         | 0,1%       | -         | -          |
| Georgianos   | 2         | 0,2%       | -         | -          | -         | -          |
| Avares       | 1         | 0,1%       | -         | -          | -         | -          |
| Alemanes     | 1         | 0,1%       | -         | -          | -         | -          |
| Otros        | -         | -          | -         | -          | -         | -          |
| Total        | 1103      | 100%       | 5012      | 100%       | 500       | 100%       |

## Infraestructura

### Arquitectura y monumentos
Entre los sitios del patrimonio histórico en la ciudad y sus alrededores se encuentra la mezquita Imam Husáin, construida entre los siglos XVII y XVIII.

## Galería

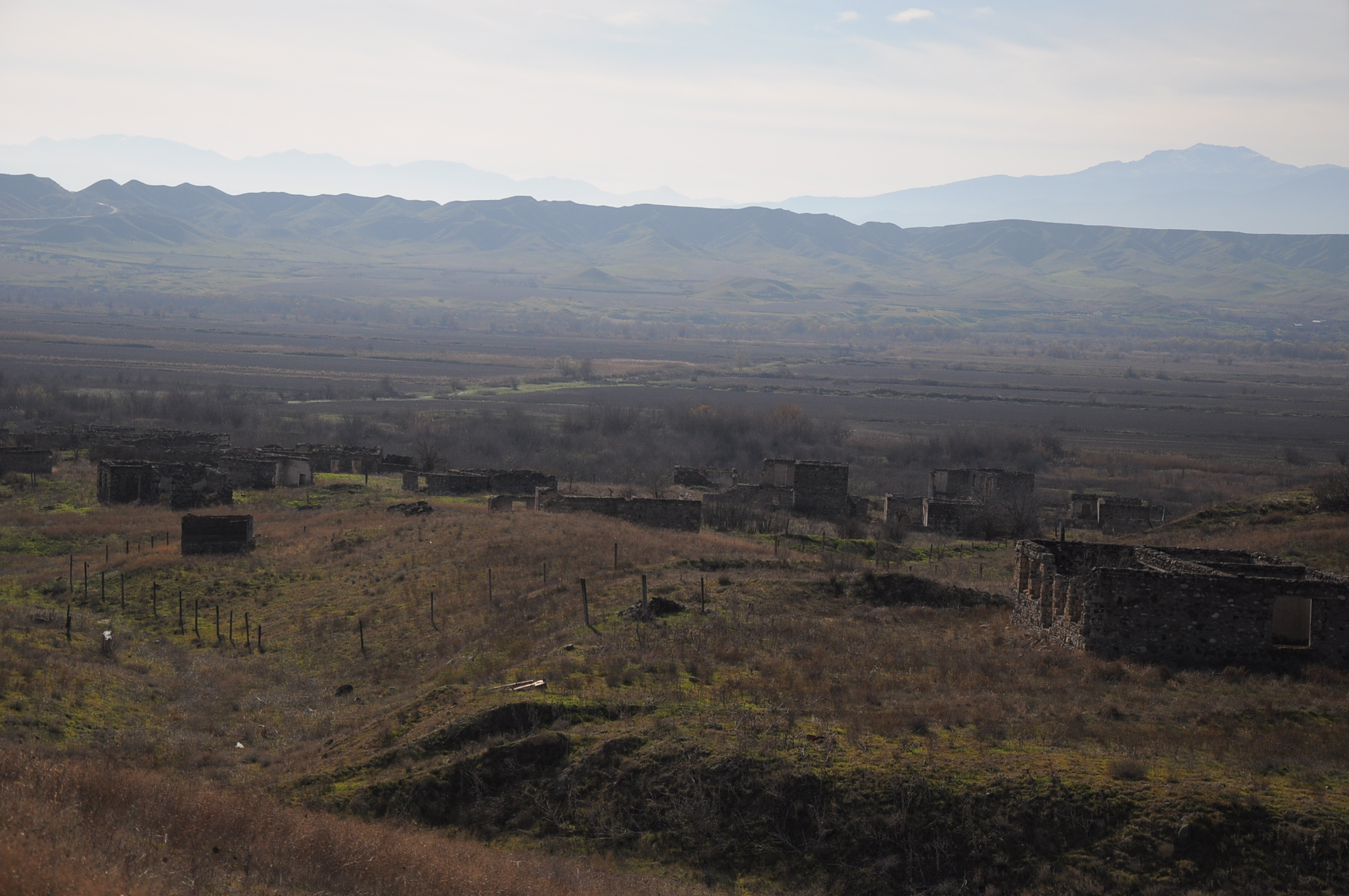
Vista de Zangilán
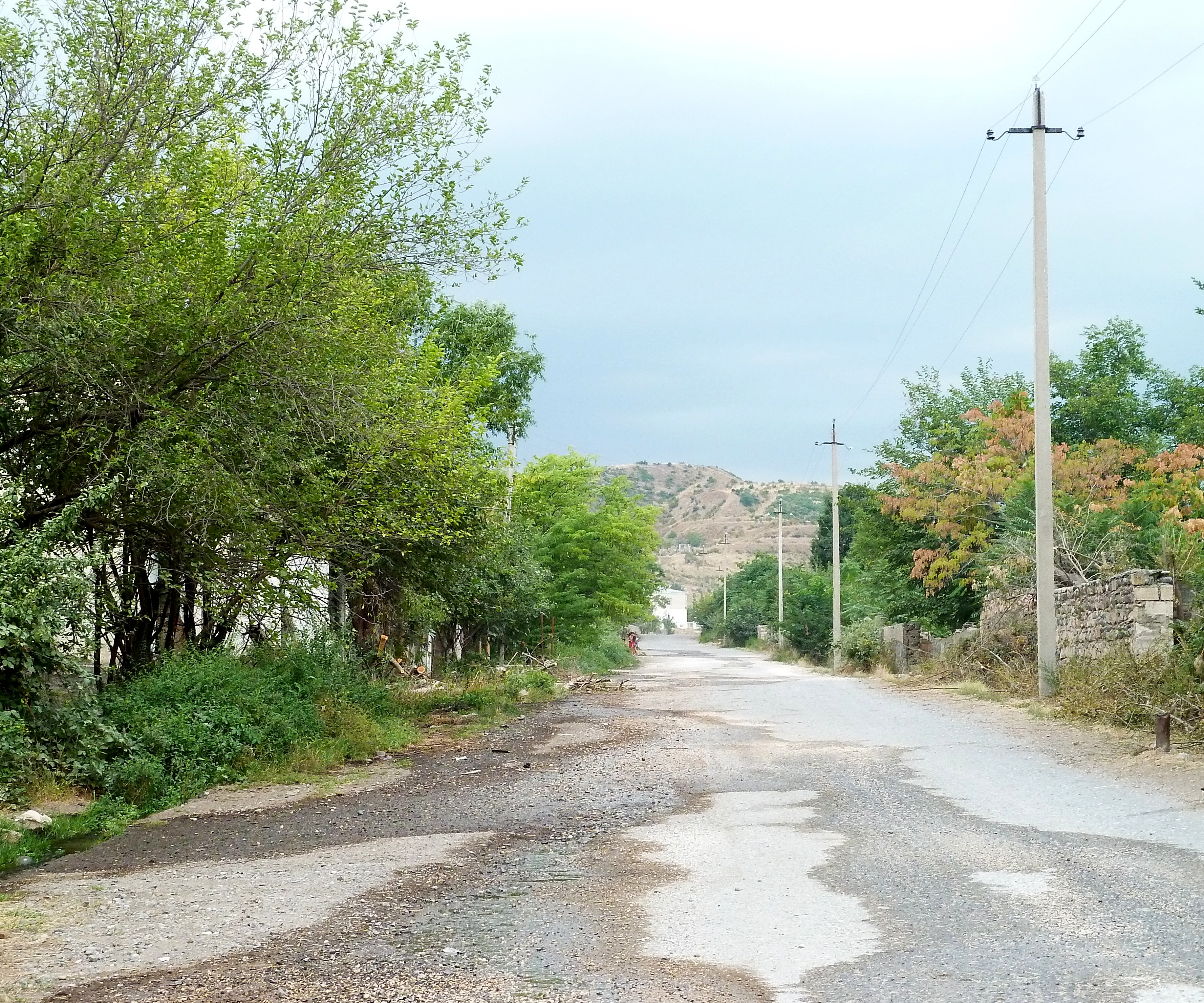
Calles de Zangilán
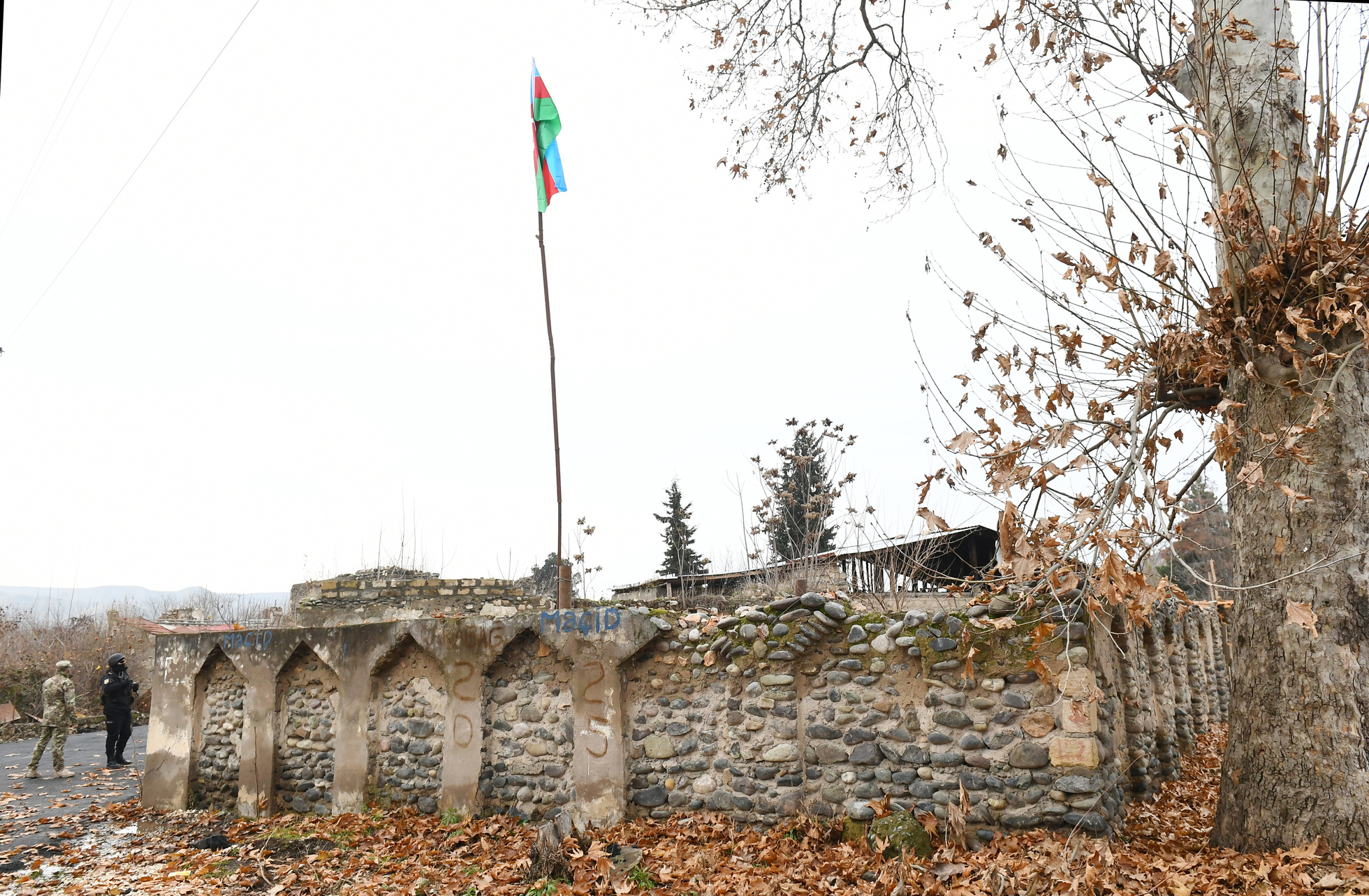
Ruinas de la mezquita de Zangilán
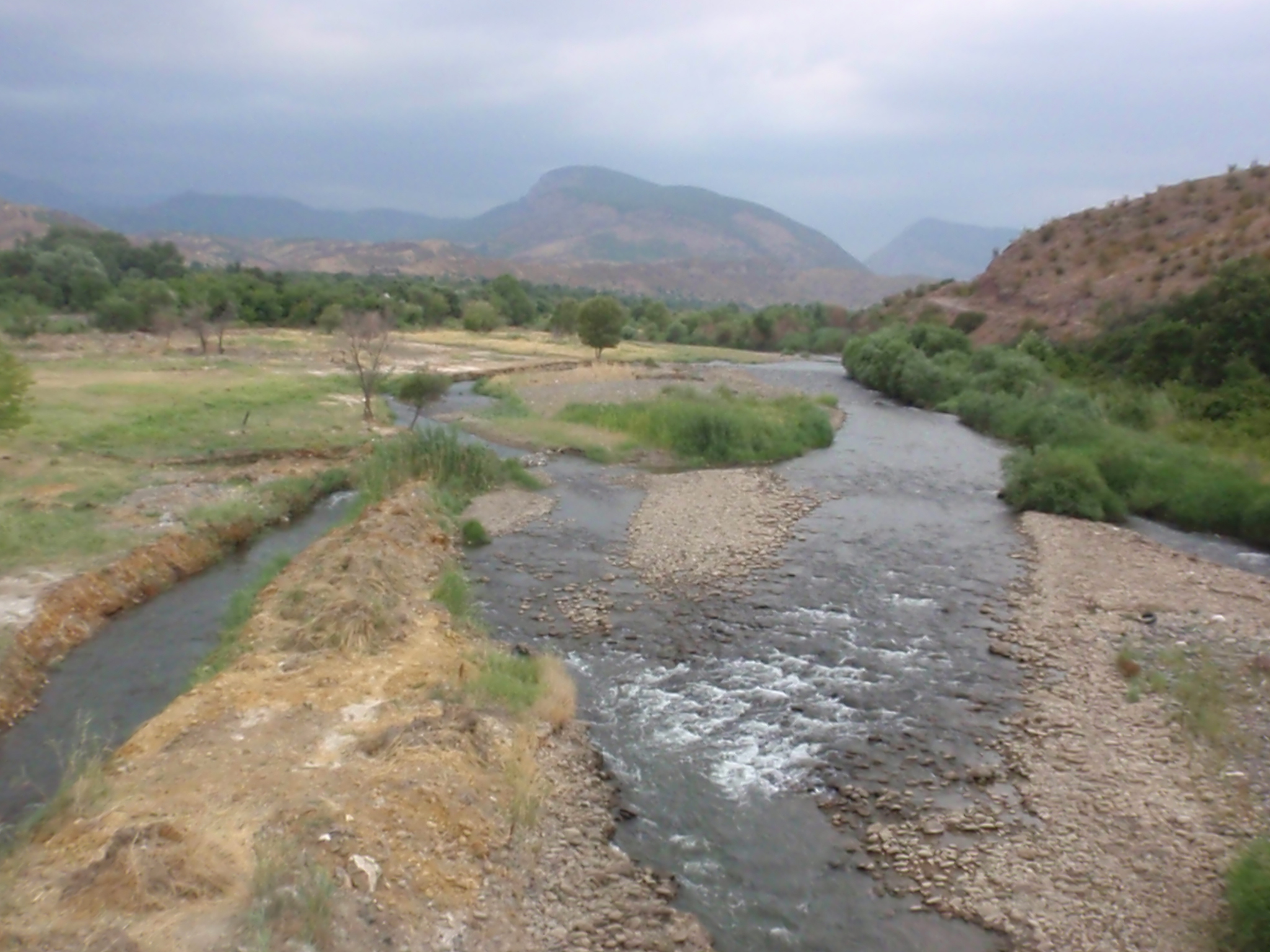
Vista del río Vogyi
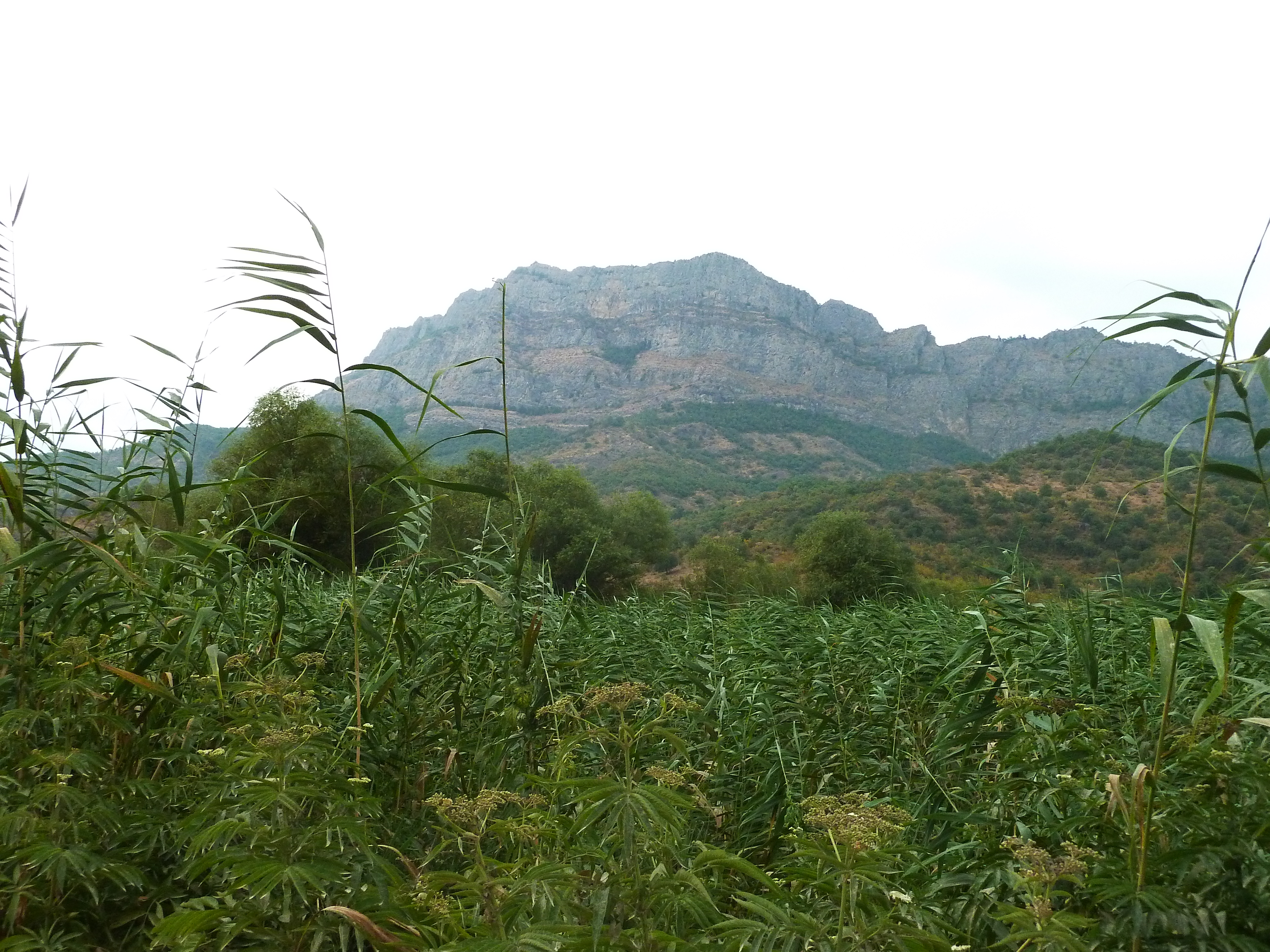
Montañas alrededor de Zangilán
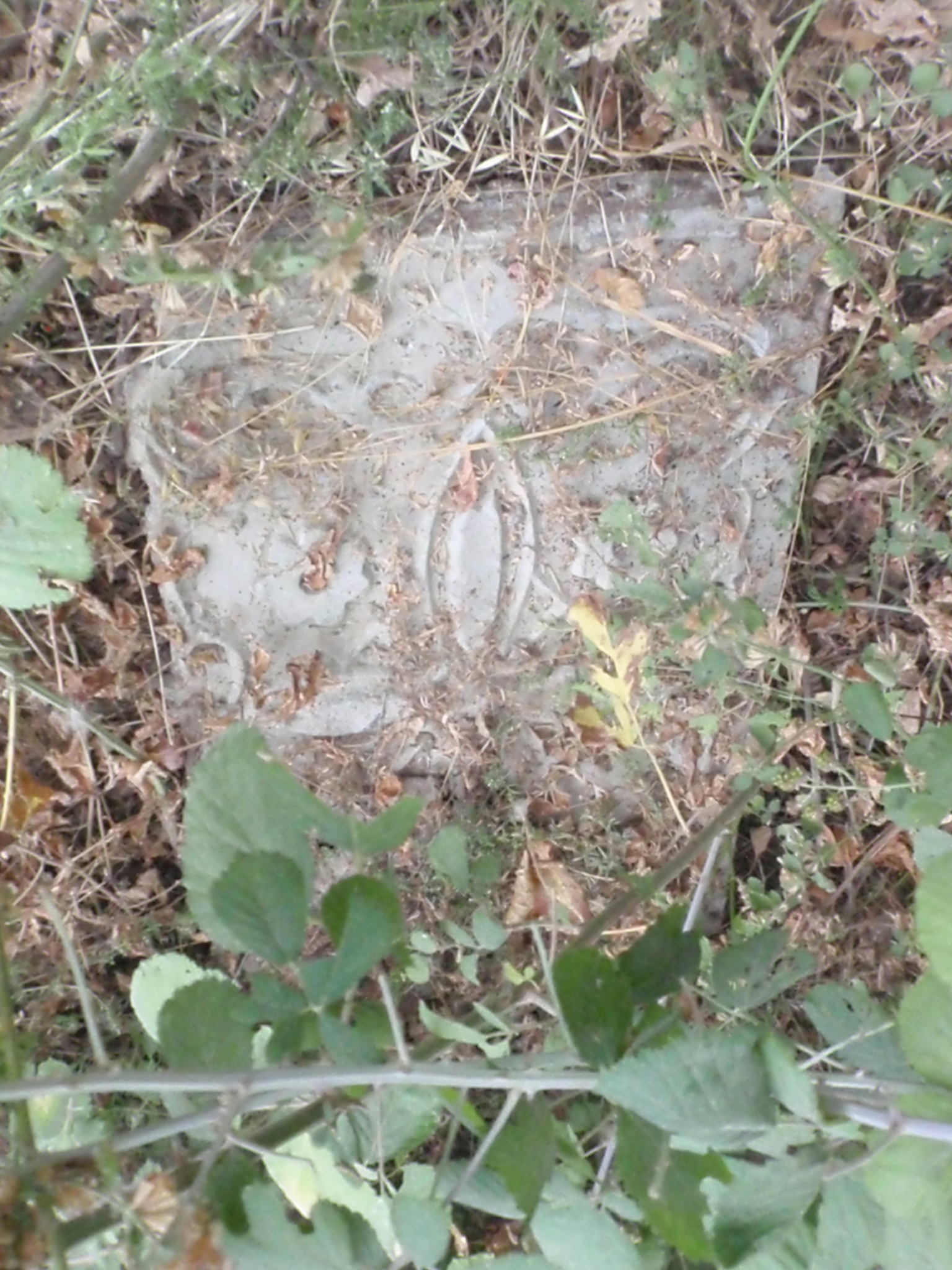
Antiguo jachkar